# Masalia albiseriata
Masalia albiseriata là một loài bướm đêm trong họ Noctuidae.